# Poneropsis elongata
Poneropsis elongata är en myrart som beskrevs av Oswald Heer 1867. Poneropsis elongata ingår i släktet Poneropsis och familjen myror. Inga underarter finns listade i Catalogue of Life.